# Канадска фунта
Канадска фунта (енгл. Canadian pound),(симбол £ или C£) је била обрачунска јединица за валуту Канаде до 1858. Подељена је на 20 шилинга (s), сваки од по 12 пенија (d). У Доњој Канади се користио солид или соу, вредан 1⁄2 пенија. Иако рачуноводствени систем фунти, шилинга и пенија води порекло од британске фунте стерлинга, канадска фунта никада није била формално повезана са британском валутом.

## Историја
У Северној Америци, оскудица британских кованица довела је до широке употребе шпанских долара. Ови шпански долари су убачени у систем рачунања са фунтом, шилингом и пенсом (£sd), постављањем процене ових кованица у јединици фунте. У једној фази, две такве јединице биле су у широкој употреби у британским северноамеричким колонијама. Доминирао је рејтинг Халифакса, који је поставио шпански долар на 5 шилинга. Пошто је ово било 6 пенија више од вредности у сребру, халифаксова фунта је последично била нижа у вредности од фунте стерлинга која је била првобитна основа за рачуноводствени систем фунти, шилинга и пенија. Јорковски рејтинг од једног шпанског долара који је једнак осам шилинга коришћен је у Горњој Канади, званично све док није стављен ван закона 1796. године, али незванично све до 19. века.
Године 1825. донесена је империјална наредба у савету са циљем да се стерлинг кованица циркулише у британским колонијама. Идеја је била да ова наредба у већу учини да кованице стерлинга буду легално средство плаћања по курсу од 4s 4d за шпански долар. Ова стопа је у ствари била нереална и имала је негативан ефекат тако што је заправо избацила оно мало кованог новца стерлинга које је већ кружило и било у употреби. Нови закон је уведен 1838. године, али није примењен на британске северноамеричке колоније због тадашњих свежих устанака у Горњој и Доњој Канади.
Провинција Канада је 1841. године усвојила нови систем заснован на Халифакс рејтингу. Нова валута била је једнака 4 америчка долара (92,88 зрна злата), чиме је једна фунта стерлинга била једнака канадском £1 4s 4d. Насупрот томе, нова канадска фунта је вредела приближно 16s 5 1⁄4d стерлинга. Најраније канадске поштанске марке биле су деноминиране у овој јединици у Халифаксу.
Током 1850-их биле су деценија препирки око тога да ли да се усвоји монетарни систем стерлинга или децимални монетарни систем заснован на америчком долару. Локално становништво, из практичних разлога у односу на све већу трговину са суседним Сједињеним Америчким Државама, имало је огромну жељу да асимилује канадску валуту са америчком јединицом, али су империјалне власти у Лондону ипак више волеле да идеја стерлинга буде једина валуте широм Британске империје. Канадски парламент је 1851. године донео закон за увођење јединице стерлинга у вези са децималним фракционим ковањем. Идеја је била да децимални новчићи одговарају тачним износима у односу на кованице америчког долара. Власти у Лондону одбиле су да дају сагласност на акт из техничких разлога, надајући се да ће уместо тога бити изабрана валута заснована на стерлингима. Као компромис канадском законодавству предложена је валута са три нове децималне јединице: 10 „минимума“ би вредело 1 „марку“, 10 „марка“ у вредности од 1 шилинга, а 10 шилинга у вредности од 1 „ројал“. „Марка“ би тако вредела 1,2 пенија, а „ројал“ би вредео 2 круне или пола фунте.
Ова измишљена мешавина децималне и стерлинг валуте је напуштена и актом Законодавне скупштине из 1853. године уведен је златни стандард у Канаду, са фунтама, шилингом, пенсима, доларима и центима који су легални за вођење владиних рачуна. Овај златни стандард је поново потврдио вредност британских златних суверена постављених 1841. на £1 4s 4d у локалној валути, а америчког златног орла на 10$ у локалним доларима. У ствари, ово је створило канадски долар на нивоу америчког долара и канадску фунту на 4.86 2⁄3. Законом из 1853. године није било кованог новца, али су златни орлови и британски златни и сребрни новци постали легално средство плаћања. Сви остали сребрњаци су демонетизовани.
Године 1857. Закон о валути је измењен, укидајући рачуне у фунтама и коришћење стерлинга као законског средства плаћања. Уместо децималних кованица од 1¢, 5¢, 10¢ и 20¢ уведене су 1858. у пару са америчким доларом, а поштанске марке су издате са децималним апоенима по први пут 1859. Британски златни суверени и други златници су наставили да бити законито средство плаћања.
Њу Брансвик је пратио Канаду у усвајању децималног система везан за амерички долар у новембру 1860. Нова Шкотска је такође децимализовала и усвојила долар 1860. године, али су „Новошкоти” поставили вредност новошкотског долара на 5 долара по златном суверену уместо $4.86 2⁄3.
Њуфаундленд је увео златни стандард заједно са децималним кованим новцем 1865. године, али за разлику од провинција Канаде и Њу Брунсвик, одлучили су да усвоје јединицу засновану на шпанском долару, а не на америчком долару, по цени од 4,80 долара по златном суверену. Ово је направило да је вредност од 2 њуфаундлендска цента једнака једном пенију, и у ствари је долар из Њуфаундленда имао мало увећану вредност, незнатне премије, од ($1 = 4s 2d) у односу на канадски ($1 = 4s 1.3d) и новошкотски ($1 = 4s) долара. Њуфаундленд је био једини део Британске империје који је увео свој златни стандард: златни новчић од два долара који је кован са прекидима све док Њуфаундленд није усвојио канадски монетарни систем 1895. године, након банковног краха Њуфаундленда.
Године 1867. провинције Канаде, Њу Брансвик и Нова Шкотска су се ујединиле у федерацију под називом Канада и њихове три валуте су спојене у канадски долар.
Године 1871. Острво Принца Едварда је прешло на децимални систем са доларом везаним за амерички и канадски долар и увео кованице од 1 цента. Међутим, валута Острва Принца Едварда је апсорбована у канадски систем убрзо након тога када се острво Принца Едварда придружило Канади 1873. године.

## Кованице
И Горња Канада (Западна Канада, савремени јужни Онтарио) и Доња Канада (Источна Канада, савремени јужни Квебек) су издавали бакарне жетоне. Између 1835. и 1852. године, Монтреалска банка, Банке ду Пеупле, Сити Банк и Банка Квебека издале су жетоне од 1 и 2 солида (1⁄2 и 1 пени) за употребу у Доњој Канади. Банка Горње Канаде је издала жетоне од 1⁄2- и 1 пенија између 1850. и 1857. године.

## Новчанице
На новчаницама издатим од стране овлашћених банака, апоени су давани у доларима и фунтама/шилинзима, са £1 = $4 and $1 = 5s. Многе банке су издавале новчанице, почевши од Банке Монтреала 1817. године. Деноминације су укључивале 5s, 10s, 15s, £1, £1 1⁄4, £2 1⁄2, £5, £12 1⁄2 и £25. Поред тога, новчанице мале вредности издате су 1837. године у Квебечкој банци, у апоенима од 6d (12 солида), $1⁄4 (30 солида, 1s 3d) и $1⁄2 долара (60 солида, 2с 6д) , и Арманове банке, у апоенима од 5d, 10d and 15d (10, 20 и 30 солида).